# Douglas Arnold
Douglas Norman Arnold (né le 30 avril 1954 à New York) est un mathématicien américain qui travaille en mathématiques appliquées et numériques.

## Biographie
Arnold étudie à l'université Brown (B. Sc. en 1975) et à l'université de Chicago, où il a obtenu un M. S. en 1976 et un Ph. D. en 1979, sous la supervision de Jim Douglas (titre de lthèse :  An Interior Penalty Finite Element Method with Discontinuous Elements). En 1979, il devient professeur assistant à 
l'Université du Maryland à College Park, et à partir de 1989 il y est professeur. En 1989, il devient professeur de mathématiques à l'Université de Pennsylvanie, où il est aussi professeur en informatique de 1991 à 1994. De 1996 à 2001, il y est directeur associé de l'Institute for High Performance Computing and Applications et, de 1997 à 2001, codirecteur du Center for Computational Mathematics and Applications. Depuis 2001, il est professeur à l'université du Minnesota, à partir de 2008 en tant que McKnight Presidential Professor of Mathematics. De 2001 à 2008, il y a été directeur de l'Institute of Mathematics and its Applications (IMA). Il a été professeur invité notamment à Oslo (Center of Mathematics for Applications), Pavie, à l'Institut Mittag-Leffler, l'Université Heriot-Watt, l'université de Fribourg-en-Brisgau, l'université de technologie de Darmstadt et l'EPFZ.

## Recherche
Douglas Arnold  il a travaillé sur les des éléments finis dans le calcul des formes différentielles et des applications en théorie de relativité générale (par exemple sur la collision de trous noirs) et en théorie de l'élasticité (théorie des plaques et théorie des coques) . La version discrète du calcul différentiel qu'il a développé à partir d'environ 2002  est utilisée pour étudier la stabilité des solutions d'éléments finis dans des problèmes avec des équations aux dérivées partielles.
Arnold est co-scénariste, avec Jonathan Rogness, d'un film primé sur les transformations de Möbius sur YouTube en 2009.

## Distinctions
En 2008/09, Arnold a été boursier Guggenheim.
Il est SIAM fellow depuis 2009, et en même temps président de la Society for Industrial and Applied Mathematics (SIAM) pour 2009/2010. En 2010, il est élu membre de l'Association américaine pour l'avancement des sciences. Il est membre étranger de l'Académie norvégienne des sciences et des lettres. En 2002, il a donné une conférence plénière au Congrès international des mathématiciens (ICM) à Pékin (Differential Complexes and Numerical Stability). En 1991, il a été le premier à recevoir le prix Giovanni-Sacchi-Landriani (en) de l'Académie des sciences et des lettres de l'institut lombard. Il est membre de l'American Mathematical Society depuis 2012,.
En 2023 il est lauréat du prix Peter-Henrici « pour ses contributions fondamentales d'une originalité, d'une profondeur et d'un impact extraordinaires à l'analyse par éléments finis des équations aux dérivées partielles, qui figurent parmi les classiques de la littérature sur l'analyse numérique. ».

## Publications (sélection)
- Douglas N. Arnold,, Finite element exterior calculus, Philadelphie, Society for Industrial and Applied Mathematics (SIAM), coll. « CBMS-NSF Regional Conference Series in Applied Mathematics » (no 93), 2018, xii+ 120 (ISBN 978-1-61197-553-6, zbMATH 07045589).
- Douglas N. Arnold et Kaibo Hu, « Complexes from Complexes », Found. Comput. Math., vol. 21, no 6,‎ 2021, p. 1739-1774 (arXiv 2005.12437).
- Douglas N. Arnold et Shawn W. Walker, « The Hellan-Herrmann-Johnson Method with Curved Elements », SIAM J. Numer. Anal, vol. 58, no 5,‎ 2020, p. 2829-2855 (arXiv 1909.09687).
- Douglas N. Arnold et Lizao Li:, « Finite element exterior calculus with lower-order terms », Math. Comput., vol. 86, no 307,‎ 2017, p. 2193-2212 (zbMATH 1364.65236).